# Bahnhof Heathrow Terminal 4

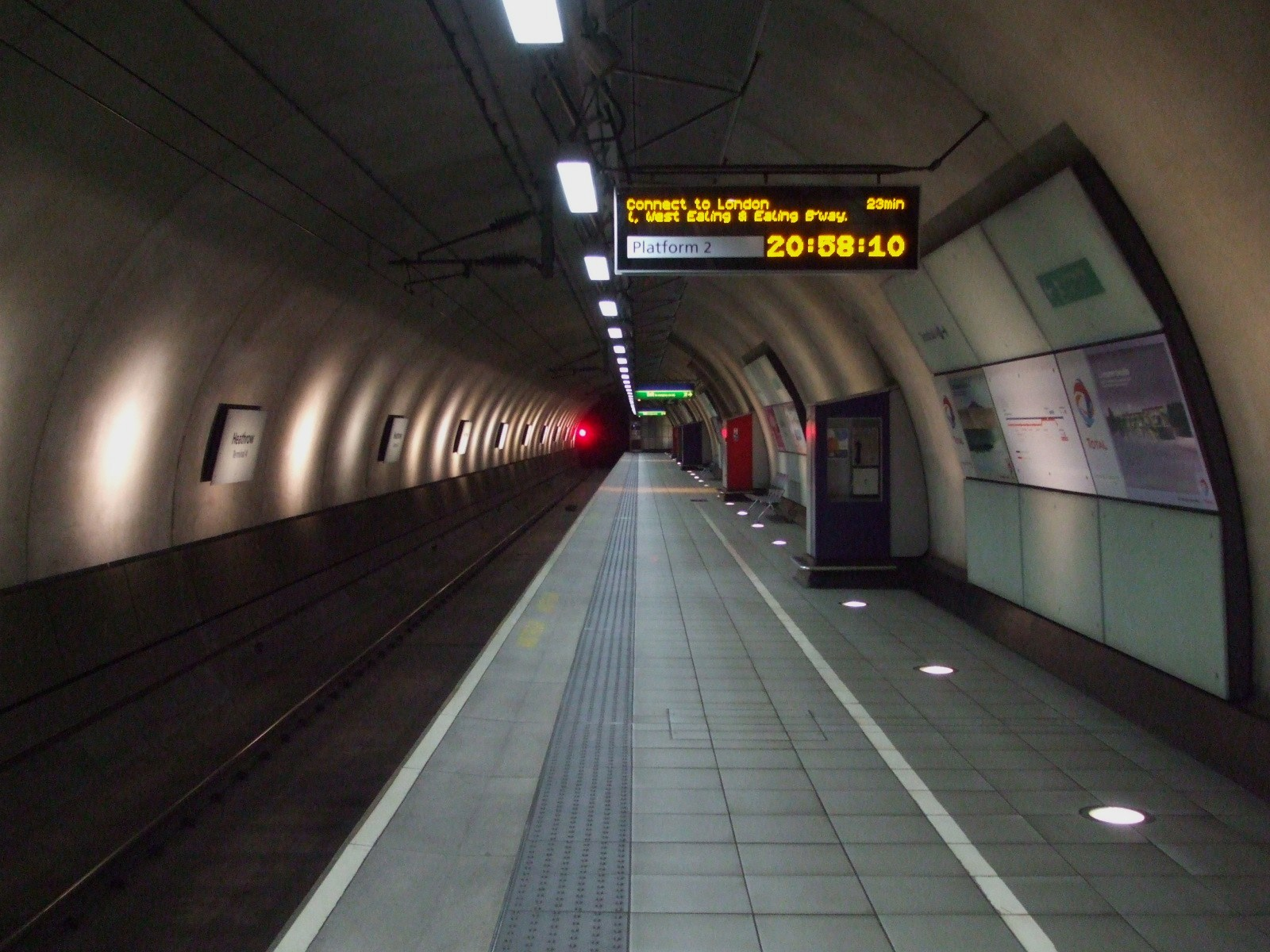
Bahnsteig in Richtung London

Der Bahnhof Heathrow Terminal 4 ist ein unterirdischer Flughafenbahnhof im Londoner Stadtbezirk London Borough of Hillingdon. Er liegt unter dem Terminal 4 des Flughafens Heathrow und gehört zur Tarifzone 6. Es besteht eine Fußgängerverbindung zur nahe gelegenen gleichnamigen U-Bahn-Station von London Underground.
Die Eröffnung des Bahnhofs erfolgte am 23. Juni 1998, seither wird er von Zügen des Flughafenzubringers Heathrow Express bedient. In den ersten Jahren fuhren die Züge direkt zum Bahnhof Paddington im Zentrum Londons, doch ab 2008 hatte der Verkehr zum neu eröffneten Terminal 5 allmählich Vorrang. Aus diesem Grund verkehrt seit 8. Juni 2010 ein Shuttle-Zug vom Terminal zum Bahnhof Heathrow Central, wo nahtlos in den eigentlichen Heathrow Express umgestiegen werden kann. Nur an Sonntagen wird der Bahnhof auch von Heathrow Connect bedient.
Im Mai 2018 wird Heathrow Express die Shuttle-Verbindung nach Heathrow Central an die Bahngesellschaft TfL Rail übertragen, auch Heathrow Connect wird ersetzt. Diese Vereinbarung ist Teil der etappenweise vorgesehenen Einführung von Crossrail.